# Rue Botanique (Saint-Josse-ten-Noode)
Pour les articles homonymes, voir Rue Botanique.
La rue Botanique (en néerlandais: Kruidtuinstraat) est une rue bruxelloise de la commune de Saint-Josse-ten-Noode qui va de la rue Verte à la rue Royale en passant par la rue Godefroid de Bouillon, la rue du Chemin de Fer, la rue de la Poste et la rue Musin.
Son nom provient du fait qu'elle longe le jardin botanique de Bruxelles.
La numérotation des habitations va de 1 à 85 pour le côté impair et de 2A à 6 pour le côté pair.
La romancière Colette a séjourné, à l'âge de six ans, au 25 de la rue Botanique.